# 亞歷山德羅·伏打
亚历山德罗·朱塞佩·安东尼奥·阿纳斯塔西奥·伏特（義大利語：Alessandro Giuseppe Antonio Anastasio Volta，1745年2月18日—1827年3月5日），義大利物理學家，19世紀因發明電池而聞名，後來受封為伯爵。

## 早期生活和事蹟
1745年2月18日，伏打出生在科莫。1774年，他成為科莫皇家學院（the Royal School in Como）的一名物理教授。一年後，他改進並推廣了起电机，即產生靜電的設備。虽然经常有人将起电机的发明归功于伏打，但实际上，起电机的原理是1762年由瑞典物理学家约翰·维尔克提出的。
1776年至1778年間，伏打開始研究氣體的化學性質。他在讀完了一篇美国的所著的關於「可燃空氣」的論文後研究并發現了甲烷，1776年11月，他在馬焦雷湖發現甲烷，并于1778年成功地分離出了甲烷。他设计了一些實驗，例如在密閉容器中由電火花点燃甲烷。
伏打還研究了我們現在所谓的電容，他研究了电势和電荷之间的关系，發現它們之间成正比，這被稱為電容的伏打定律。为了纪念伏打，電勢的單位被命名為伏特。
1779年，他成為帕維亞大學的實驗物理學教授，他一直担任此教席近40年。1794年，伏打娶了泰瑞莎·佩瑞吉尼（Teresa Peregrini），她是科莫的貴族小姐，他们生了3個兒子，分別為「喬瓦尼」、「弗拉米尼奧」（Flaminio）和「薩尼諾」。

## 伏打和路易吉·伽伐尼
路易吉·伽伐尼用兩種不同的金屬相连，然后和青蛙的腿相接触，发现青蛙的腿产生运动，他称这一现象为生物电。伏打意識到青蛙的腿既是電的導體（即是我們現在所說的電解質）也是電流的檢測器。他把青蛙的腿换成鹽水浸泡過的紙，並用其它方法检测電流。他发现了原电池（用电解质隔开的两个由不同的金属制成的电极形成）的電動勢等于兩個電極電勢之的差的定律（两个由相同金属制成的电极之间的电动势为0）。這被稱為電化學的伏打定律。
1800年，由于不同意伽伐尼所提出的電的產生原理，伏打發明了伏打堆，也就是最初的電池，其可以產生穩定的電流。伏打发现鋅和銅是產生電力最有效的一對不同的金屬。起初，他在装满盐水的高脚杯中浸入兩個不同的電極，並將它们串联起来，後来，他将高脚杯换成浸泡在盐水中的纸板。

## 第一個電池

一个伏打堆。

在宣布他發現的伏打堆時，伏打誠摯感謝威廉·尼科爾森、提比略·卡瓦略和亞伯拉罕·班納特对他的影響。
由伏打制作的“伏打堆”被认为是第一种電化學電池。它包括兩個電極：一个是鋅，一個是銅。電解液可以是稀硫酸或海水鹵水。電解液中存在的物质是2H+和SO42-离子。鋅比銅和氫在電化學顺序更靠前，所以鋅棒為負極，銅棒為正極。在锌电极上，锌失去电子成为Zn2+离子，在溶液中帶正電的氫離子（質子）从銅电极捕獲電子，形成氫氣泡（H2）。因此，当两个电极相连时会产生电流。伏打電池的化學反應式如下：
锌
Zn → Zn2+ + 2e−
硫酸
2H+ + 2e− → H2
銅不参与反應過程，它只用于导电。
這種電池有個缺點，就是它并不安全，即使使用了稀硫酸也可能會有危險。另外，因为氫氣附着在铜电极表面不會被釋放，形成了金属和电解质溶液之间的屏障，所以电池的功率會隨著時間的推移而減小。

## 退休和晚年生活

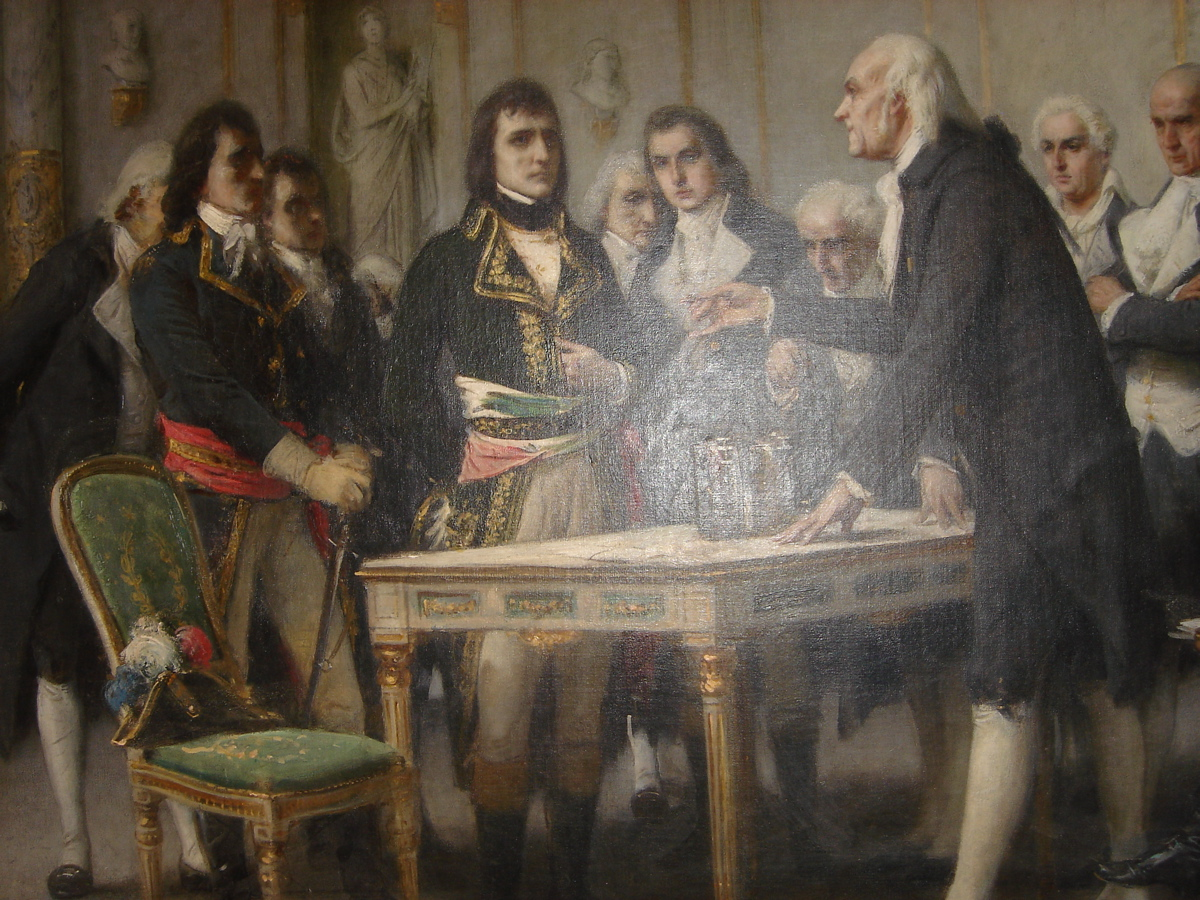
1801年，伏打向拿破仑解释伏打堆的原理。

為了紀念他的事蹟，拿破崙·波拿巴在1810年為伏打做了記述。此外，他的畫像與他著名的伏打堆的草圖被描繪在10,000義大利里拉(不再流通)。伏打1819年在Camnago退休，義大利科莫的分区以他的名字改為Camnago Volta。伏打死於1827年3月5日，他的遺體也埋葬在此地。
伏打的遺產由位於湖邊公共花園的Tempio Voltiano紀念館管理，伏打博物館展示一些伏打用來進行實驗的原始設備。不遠處矗立著奧爾莫別墅，裡面的伏打基金會是一個負責推動科學活動的組織。伏打當年進行實驗研究，就是在科莫附近完成了他的第一個發明。

## 宗教信仰
伏打出身天主教徒，一生一直保持著他的信仰。有時他被認為宗教信仰淡薄，因為他沒有照家人的期待成為一名牧師，而有些人猜測他可能根本不信教，強調「他沒有加入教會」，或是說他「幾乎忽略了教會的號召」。不過在他提出的聲明中，他說：
“我不明白為何有人會懷疑我信奉宗教的誠意和堅定，羅馬天主教和使徒信仰伴隨我出生和長大，並且我一直都有表裡如一地懺悔，......的確，我經常沒能當好一個天主教基督徒，我已經犯了很多罪，但我以神的名義發誓，目前為止，我從來沒有動搖我的信仰。在這個信仰中，我認識到神超自然的恩典，一個純粹的給予;但我沒有忽視那些想確認我信仰的人們，並打消他們有時提出的質疑。我用心學習宗教的理論和基礎，護教者和攻擊者的作品，原因和後果。我可以說，這樣的研究結果很大概率為宗教添磚加瓦，即使是僅僅是自然原因，每一個被罪惡和情慾淹沒的靈魂，每一個自然而崇高的精神，都必須熱愛和接受它。愿我對我自己的忏悔，我願意亲自给予，写下和定下的忏悔，有权向任何人表明，我不以福音为耻，願会产生一些好后果！”

## 出版物
De vi attractiva ignis electrici (1769) (On the attractive force of electric fire)

## 外部連結
- . . New York: Robert Appleton Company. 1913.
- Volta and the "Pile"
- Alessandro Volta（页面存档备份，存于）
- Count Alessandro Giuseppe Antonio Anastasio Volta: A Pioneer in Electrochemistry （页面存档备份，存于）
- Count Alessandro Volta
- Alessandro Volta (1745-1827) （页面存档备份，存于）
- Chisholm, Hugh (编). .  (第11版). London: Cambridge University Press. 1911.